# Robert McClelland

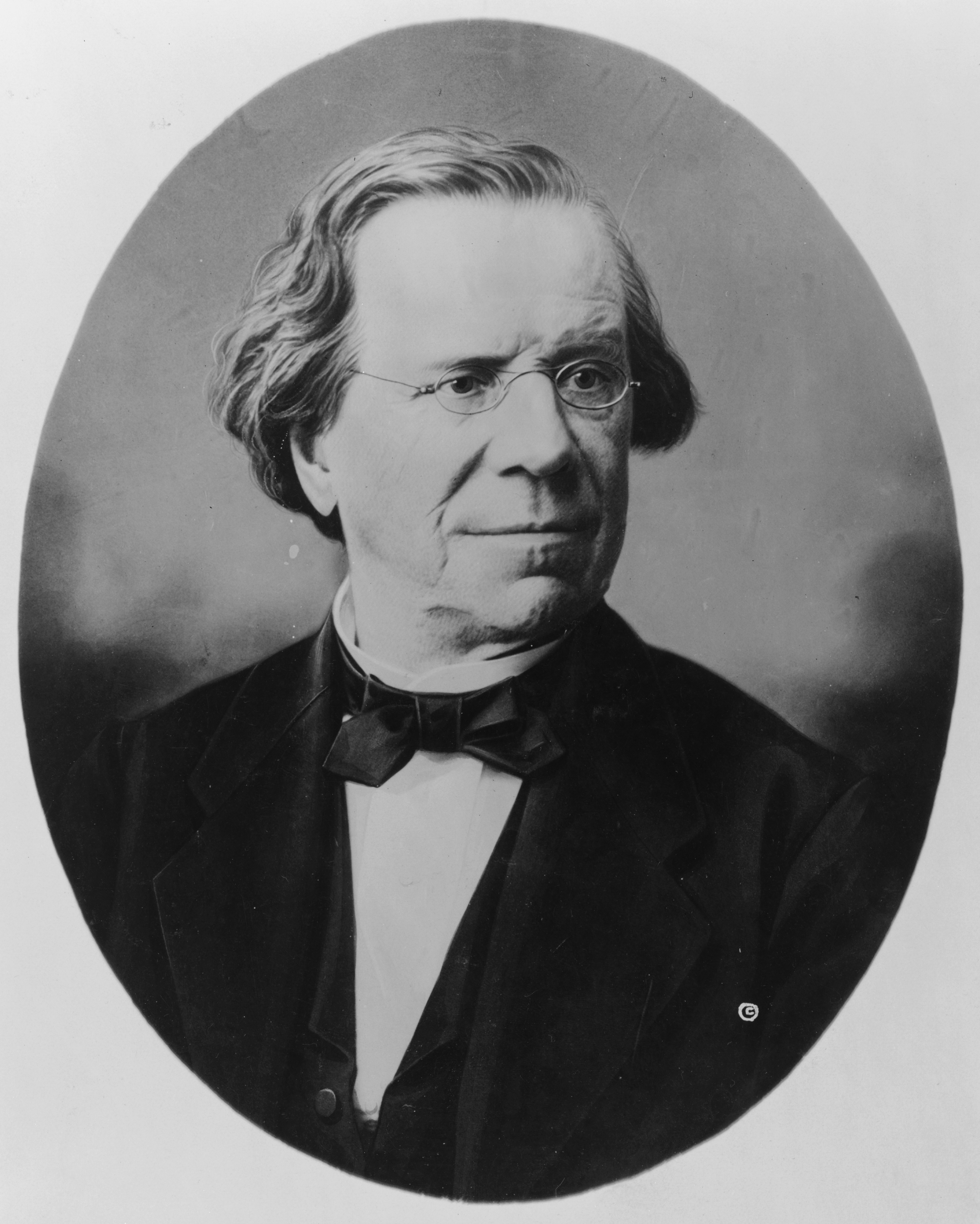
Robert McClelland

Robert McClelland (* 1. August 1807 in Greencastle, Franklin County, Pennsylvania; † 30. August 1880 in Detroit, Michigan) war ein US-amerikanischer Politiker. Er war von 1852 bis 1853 der 9. Gouverneur des Bundesstaates Michigan sowie zwischen 1853 und 1857 Innenminister der USA.

## Frühe Jahre und politischer Aufstieg
Robert McClelland besuchte bis 1829 das Dickinson College in Pennsylvania. Anschließend studierte er Jura. Nach seinem Examen und seiner Zulassung als Rechtsanwalt begann er 1832 in Pittsburgh in seinem neuen Beruf zu arbeiten. Im Februar 1833 zog er nach Monroe im Michigan-Territorium, wo er ebenfalls als Anwalt praktizierte.
1835 war er Mitglied der verfassungsgebenden Versammlung von Michigan. In den Jahren 1850 und 1867 war er ebenfalls in Ausschüssen zur Überarbeitung der Staatsverfassung von Michigan. Zwischen 1837 und 1850 saß er im Aufsichtsrat der University of Michigan. Von 1839 bis 1840 und nochmals im Jahr 1843 war er Abgeordneter im Repräsentantenhaus von Michigan; in seiner letzten Amtszeit fungierte er dort als Speaker. Außerdem war er 1841 Bürgermeister der Gemeinde Monroe. Zwischen 1843 und 1849 vertrat er seinen Staat im US-Repräsentantenhaus in Washington, D.C. Dort war er Vorsitzender des Handelsausschusses. McClelland war ein Gegner der Sklaverei. In den Jahren 1848 und 1852 war er jeweils Delegierter zur Democratic National Convention.

## Gouverneur von Michigan
Im Jahr 1851 wurde McClelland mit 58,5 Prozent der Stimmen gegen den Whig-Kandidaten Townsend E. Gidley zum neuen Gouverneur gewählt. Er trat sein Amt am 1. Januar 1852 an. Während seiner relativ kurzen Zeit als Gouverneur wurde die Infrastruktur in Michigan weiter verbessert. Aufgrund einer Verfassungsänderung war er zunächst nur für ein Jahr zum Gouverneur gewählt worden. Ziel dieser Änderung war die Verlegung der Gouverneurswahlen von ungeraden auf gerade Jahre. Nach Ablauf dieses ersten Jahres wurde er für eine reguläre zweijährige Amtszeit wiedergewählt. Allerdings legte er bereits am 7. März 1853 sein Amt nieder, nachdem ihm US-Präsident Franklin Pierce den Posten des Innenministers in seiner Regierung angeboten hatte. Das Amt des Gouverneurs wurde von Vizegouverneur Andrew Parsons übernommen.

## Weiterer Lebenslauf
Zwischen dem 8. März 1853 und dem 9. März 1857 amtierte McClelland als US-Innenminister im Kabinett Pierce. Nach dieser Zeit wurde er Rechtsanwalt in Detroit. Im Jahr 1867 war er nochmals Delegierter auf einer Konferenz zur Überarbeitung der Staatsverfassung und im Jahr 1868 war er nochmals Delegierter auf dem Bundesparteitag der Demokraten. Robert McClelland starb am 30. August 1880. Er war mit Sarah E. Sabine verheiratet, mit der er sechs Kinder hatte.